# 阿基米德数
阿基米德數（英語：Archimedes number，Ar）是一個因希臘科學家阿基米德而得名的流體力學無因次數，可用來判別因密度差異造成的流體運動，其形式如下：
{\displaystyle {\rm {Ar}}={\frac {gL^{3}\rho _{\ell }(\rho -\rho _{\ell })}{\mu ^{2}}}}
其中
- {\displaystyle g} 為重力加速度，
- {\displaystyle \rho _{\ell }} 為流體的密度，單位為 {\displaystyle kg/m^{3}}，
- {\displaystyle \rho } 為物體的密度，單位為 {\displaystyle kg/m^{3}}，
- {\displaystyle \mu } 為動黏滯係數，單位為 {\displaystyle kg/ms}，
- {\displaystyle L} 為物體特徵長度，單位為 {\displaystyle m}。

阿基米德數也可表示為格拉斯霍夫數和雷諾數平方的比值，也是浮力及慣性力的比值：
{\displaystyle Ar={\frac {Gr}{Re^{2}}}} 
在分析液體潛在的混合對流現象時，阿基米德數可用來比較自由對流及強制對流的相對強度，若Ar >> 1，對流現象中以自由對流為主，若Ar << 1，則以強制對流為主。

## 參照
- 流體動力學
- 對流傳熱